# Ben McKee
Benjamin Arthur McKee, ameriški glasbenik, pevec, tekstopisec in producent glasbenih plošč, * 7. april 1985, Forestville, Kalifornija, ZDA.
Najbolj je znan kot basist kitarist ameriške glasbene skupine Imagine Dragons.